# Rhampholeon chapmanorum
Rhampholeon chapmanorum — вид ігуаноподібних ящірок родини хамелеонових (Chamaeleonidae). Ендемік Малаві.

## Поширення і екологія
Rhampholeon chapmanorum мешкають в горах Натунду-Хіллз на півдні Малаві. Вони живуть у вічнозелених тропічних лісах, на висоті від 650 до 950 м над рівнем моря. Вдень шукають їжу в лісовій підстилці, серед опалого листя, а на ніч перебираються на низько розташовані гілки кущів і дерев.

## Збереження
МСОП класифікує цей вид як такий, що перебуває на межі зникнення. Rhampholeon chapmanorum загрожує знищення природного середовища.